# Scultura longobarda

Pluteo di Teodote con grifoni proveniente dall'oratorio di San Michele alla Pusterla, inizio VIII secolo. Pavia, Musei civici.

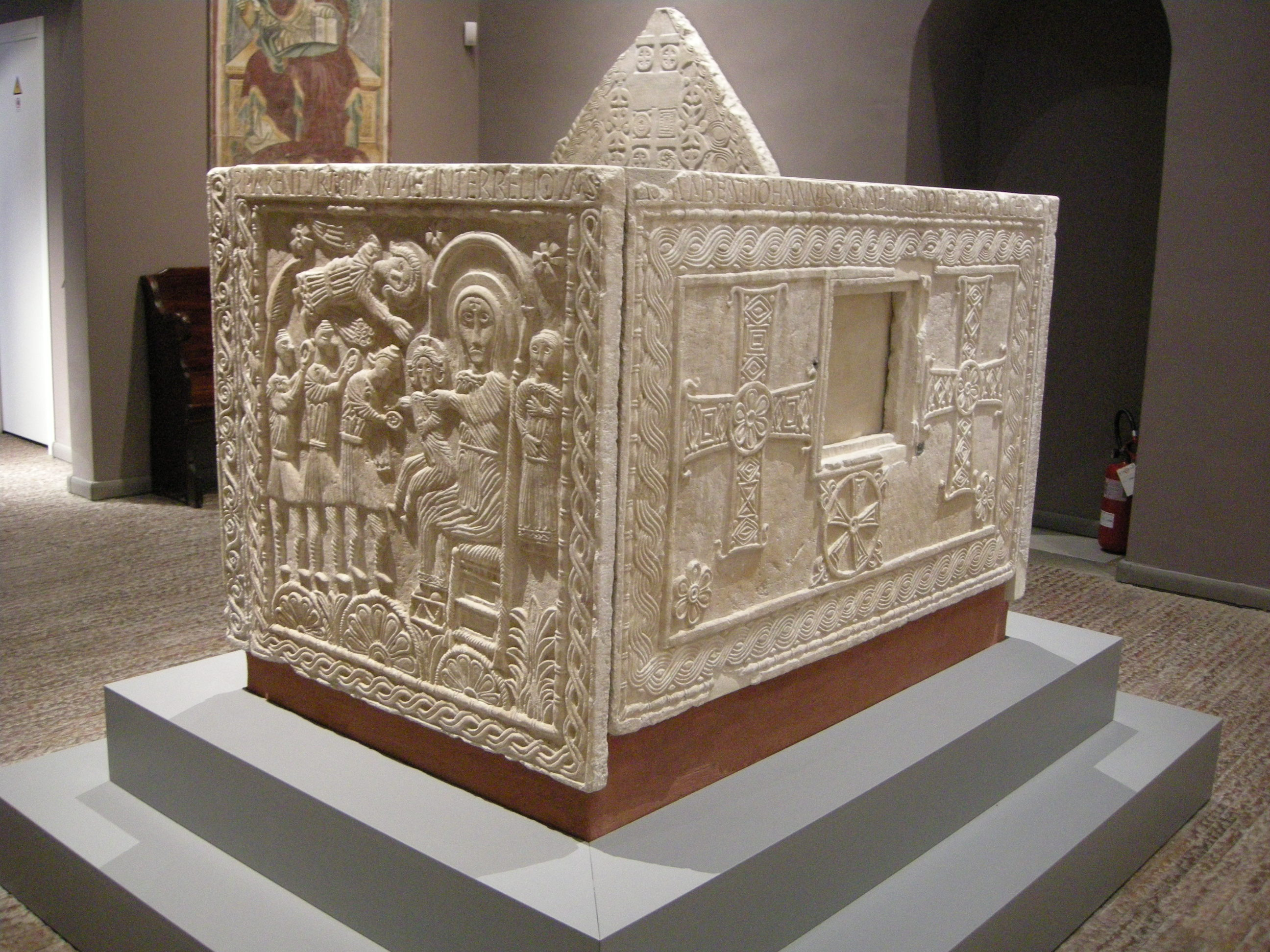
Altare del duca Rachis, pietra d'Istria, 737-744. Cividale del Friuli, Museo Cristiano.

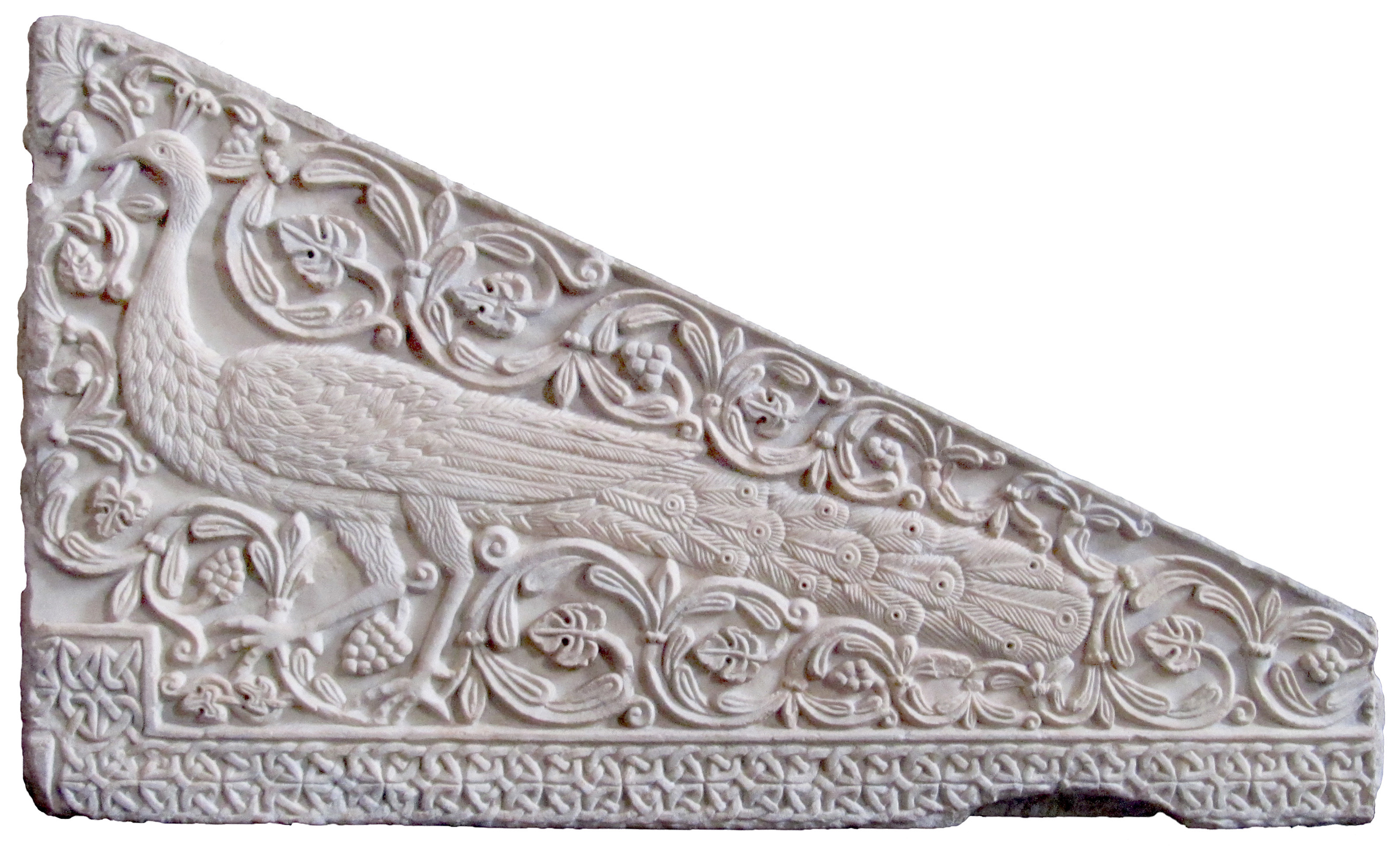
Lastra con pavone, seconda metà dell'VIII secolo, Brescia, museo di Santa Giulia.

La scultura longobarda rappresenta una delle più eleganti manifestazioni dell'arte altomedievale. Tipici della scultura longobarda sono le rappresentazioni zoomorfe e il disegno geometrico; tra le sue manifestazioni sopravvissute fino ai nostri giorni, si annoverano pannelli d'altare, fonti battesimali e soprattutto splendide lapidi dai bassorilievi fitomorfi. 
Un insieme di sette luoghi densi di testimonianze architettoniche, pittoriche e scultoree dell'arte longobarda, compreso nel sito seriale "Longobardi in Italia: i luoghi del potere", è stato inscritto alla Lista dei patrimoni dell'umanità dell'UNESCO nel giugno 2011.

## Tecniche

### Il rilievo
Il rilievo in pietra, marmo o stucco ha la funzione soprattutto decorativa di elementi architettonici come capitelli, cornici, recinzioni. Sulla superficie vengono rappresentati elementi vegetali all'interno dei quali compaiono figure zoomorfe. La figura umana compare di rado, in forme poco naturalistiche e poco rilevate sul fondo. La struttura della decorazione si articola in complessi intrecci di elementi vegetali (girali).

## Opere
I Plutei di Teodote, entrambi conservati a Pavia, erano parte dell'arredo liturgico dell'oratorio di San Michele alla Pusterla nel monastero di Santa Maria Teodote. Risalenti alla prima metà dell'VIII secolo essi rappresentano, rispettivamente, l'albero della vita tra draghi marini alati e pavoni che bevono da una fonte sormontata dalla Croce (simbolo della fonte della Grazia divina).
Sempre a Pavia è custodita la Lastra tombale del duca Adaloaldo, risalente al 718 e recante una lunga iscrizione arricchita da bassorilievi a soggetto vegetale, mentre mirabile è la raffinatezza esecutiva della Lastra tombale di san Cumiano, presso il museo dell'Abbazia di San Colombano di Bobbio: risalente agli anni del regno di Liutprando, reca anch'essa un'iscrizione centrale, racchiusa da una doppia cornice a motivi geometrici (serie di croci) e fitomorfi (tralci di vite). Notevole anche, all'interno della basilica abbaziale, un'antica vasca battesimale con decorazioni laterali (motivi a vimini), mentre nella cripta ai lati del sepolcro di san Colombano, vi sono due lastre tombali (plutei) dei due abati successori al santo irlandese sant'Attala e san Bertulfo; la prima raffigura un albero della vita con decorazioni celtiche femminili e maschili dei frutti dell'albero, il secondo pluteo è più complesso è definito anello della vita è costituito da due cerchi decorati raffiguranti la vita terrena a sinistra e quella ultraterrena a destra racchiusi da un ulteriore cerchio a forma di otto simboleggiante l'infinito e l'universo ed altri decori longobardi-celtici.

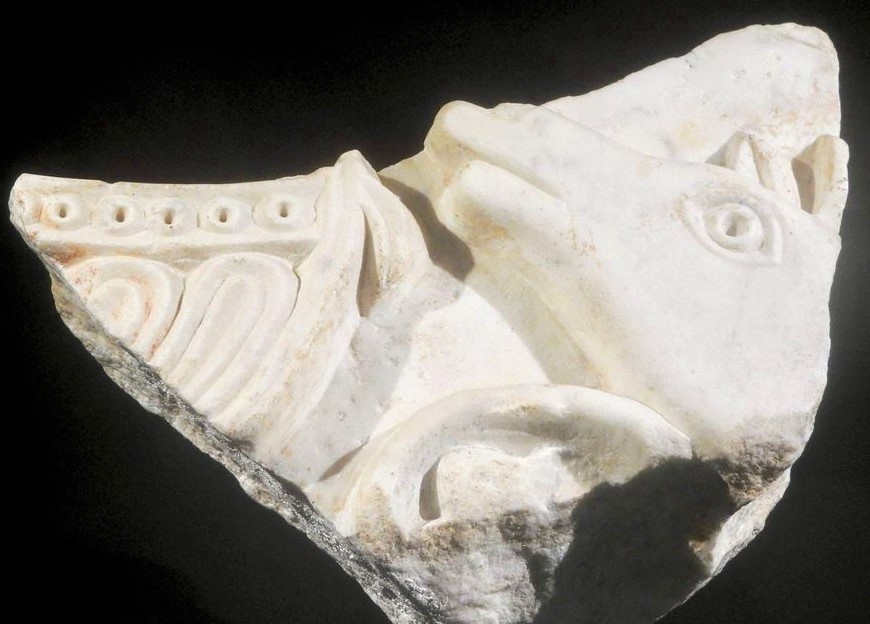
Frammento di pluteo con testa di agnello, Pavia, musei Civici

Tra le opere scultoree sopravvissute fino ai nostri giorni, spicca, nel Tempietto longobardo di Cividale del Friuli, l'Altare di Rachis, tipico esempio artistico della "Rinascenza liutprandea": la tendenza, nota appunto a partire dal regno di Liutprando, volta a integrare l'arte longobarda con gli influssi romani. L'altare, realizzato nella prima metà dell'VIII secolo, è decorato da alcuni pannelli scolpiti a bassorilievo che riportano scene della vita di Gesù Cristo. Sempre a Cividale è conservato, presso il Museo archeologico nazionale, il Fonte battesimale del patriarca Callisto, anch'esso risalente all'VIII secolo; ottagonale, reca alcuni eleganti bassorilievi nella parte inferiore (la Croce, i simboli degli evangelisti) ed è sormontato da un tegurio. Anch'esso ottagonale, questo è sostenuto da colonne corinzie ed è scandito da ampi archi a tutto sesto, a loro volta adornati da iscrizioni e da motivi vegetali, animali e geometrici. Tra i migliori esempi della “rinascenza liutprandea” è anche il frammento di pluteo con testa di agnello nell’atto di protendersi verso un kantharos proveniente dal sito dell’ex palazzo Reale di Corteolona (ora nei musei Civici di Pavia), che si caratterizza rispetto a gran parte dei bassorilievi coevi per l’alta qualità: la sporgenza dei rilievi è molto profonda, le superfici sono ben levigate (anche nel retro) tramite lime e abrasivi, tanto che non si scorgono segni di scalpelli, caratteristiche diffuse nella scultura tardo romana ma molto rare nella produzione dell'VIII secolo. Sempre nei musei Civici di Pavia è conservato un dei rarissimi esempi di bronzistica di età longobarda: il Bronzetto raffigurante un guerriero risalente all'VIII secolo.
A San Giorgio di Valpolicella si segnalano le decorazioni degli archivolti, mentre nell'abbazia di San Pietro in Valle, importante centro religioso del Ducato di Spoleto, si conserva la Lastra di Orso.
A Brescia, nella chiesa di San Salvatore, all'interno del percorso espositivo del museo di Santa Giulia, si trova una Lastra con pavone probabilmente proveniente da un ambone, uno dei più rappresentativi e raffinati esempi della scultura longobarda della seconda metà dell'VIII secolo.